# With Me (bài hát của Destiny's Child)
"With Me" (Tạm dịch: "Với Em") là đĩa đơn đầu tiên tại Anh và là một ca khúc của nhóm nhạc R&B nữ người Mỹ Destiny's Child, ca khúc được trích từ album đầu tay của họ, Destiny's Child (1998). Đĩa đơn được sản xuất bởi Jermaine Dupri và Manuel Seal Jr., đồng thời còn nhận được nhiều đánh giá cao từ các nhà phê bình âm nhạc. Nhóm nhạc cho biết, ca khúc "With Me" được sáng tác dựa trên việc trả lời ca khúc của Usher, "U Make Me Wanna". "With Me" gồm mẫu nhạc của "Freak Hoes" do Master P trình bày. Dù là một trong những đĩa đơn của nhóm nhưng ca khúc không được xuất hiện trong album #1's.

## Trình bày
- Giọng chính: Beyoncé Knowles (1 lời, điệp khúc), Kelly Rowland (1 lời) và LaTavia Roberson (xướng âm ở phần điệp khúc), LeToya Luckett (hát solo ở phần điệp khúc (tiếng vang))
- Hát bè: Kelly Rowland, LeToya Luckett và LaTavia Roberson

## Video ca nhạc
Video mở đầu với cảnh Dupri xem nhóm nhạc trong một máy chiếu. Sau đó, tất cả các thành viên đều xuất hiện trong những bộ trang phục màu xám. Trong video, bốn thành viên của nhóm đều trở thành một nhân vật khác nhau: Knowles xuất hiện như một nàng tiên cá đang trong nước, Roberson thì trở thành một bà bói trong một căn phòng màu cam, Rowland là một người khổng lồ giữa thành phố đêm và cuối cùng là LeToya vào vai một "nữ người nhện" cùng với tấm mạng nhện kim loại và nền tường màu tím. Xen kẽ những cảnh này là cảnh các cô gái đang diện những chiếc váy màu đỏ cùng nền sau là những con mắt bằng hoạt họa.

## Quảng bá và thành công trên bảng xếp hạng
Ca khúc được phát hành độc quyền tại thị trường châu Âu. Đĩa đơn sau đó đã xuất hiện trên bảng xếp hạng UK Singles Chart vào ngày 11 tháng Bảy, năm 1998 với vị trí 19. Ở Hà Lan, ca khúc nằm ở vị trí 83 và nằm trong bảng xếp hạng Mega Single Top 100 đến ba tuần liền.

## Danh sách ca khúc

### Đĩa đơn Maxi châu Âu/Đĩa đơn tại Anh Phần 1
COL 665754 2
1. "With Me" (Phần 1) (cùng JD) - 3:27
2. "With Me" (Phần 2) (cùng Master P) - 4:14
3. "With Me" (Phần 1) (Nhạc nền) - 3:28
4. "Second Nature" - 5:09

### Đĩa đơn tại Anh Phần 2
1. "With Me" (Full Crew - Bản Radio)
2. "With Me" (Full Crew - Bản chỉnh giọng hát/Radio)
3. "With Me" (Full Crew - Bản gốc/Cùng phần Rap)
4. "With Me" (Full Crew - Bản gốc/Không phần Rap)

## Định dạng và các bản phối lại
1. With Me Phần 1 (Nhạc nền)
2. With Me Phần 2 (Nhạc nền)
3. With Me Phần 2 (Không Phần Rap)
4. With Me Phần 2 (Bản Radio) (cùng Master P)
5. With Me Phần 3 ('With Me' Full Crew - Bản Radio)
6. With Me Phần 3 ('With Me' Full Crew - Bản chỉnh giọng hát/Radio)
7. With Me Phần 4 ('With Me' Full Crew - Bản gốc/Không phần Rap)
8. With Me Phần 4 ('With Me' Full Crew - Bản gốc/Cùng phần Rap)
9. With Me Phần 4 ('With Me' Full Crew Bản gốc/Không phần Rap - Nhạc nền)
10. With Me Phần 5 ('With Me' - Phiên bản Anh/Cùng phần Rap) (cùng Full Crew)
11. With Me Phần 5 ('With Me' - Phiên bản Anh) (cùng Full Crew)

## Xếp hạng
| Bảng xếp hạng (1998)    | Vị trí |
| ----------------------- | ------ |
| Hà Lan (Single Top 100) | 83     |
| Anh Quốc (OCC)          | 19     |